# Rufuta arganoi
Rufuta arganoi är en kräftdjursart som beskrevs av Stefano Taiti och Franco Ferrara1981. Rufuta arganoi ingår i släktet Rufuta och familjen Eubelidae. Inga underarter finns listade i Catalogue of Life.